# Нуе (міфологія)
Нуе (яп. 鵺) — міфологічна істота з японського фольклору. Має голову мавпи, тіло танукі, ноги тигра та змію замість хвоста. Нуе може перетворюватися на чорну хмару та літати. Через зовнішній вигляд його іноді називають японська химера.
Нуе приносять невдачі та хвороби. Одна з легенд розповідає про те, що імператор Японії захворів після того, як нуе розташувався на даху його палацу в 1153 році. Після того, як самурай Мінамото-но-Йорімаса вбив нуе, імператор одужав.
| Прапор Японії | Це незавершена стаття про Японію. Ви можете допомогти проєкту, виправивши або дописавши її. |